# BRM P57

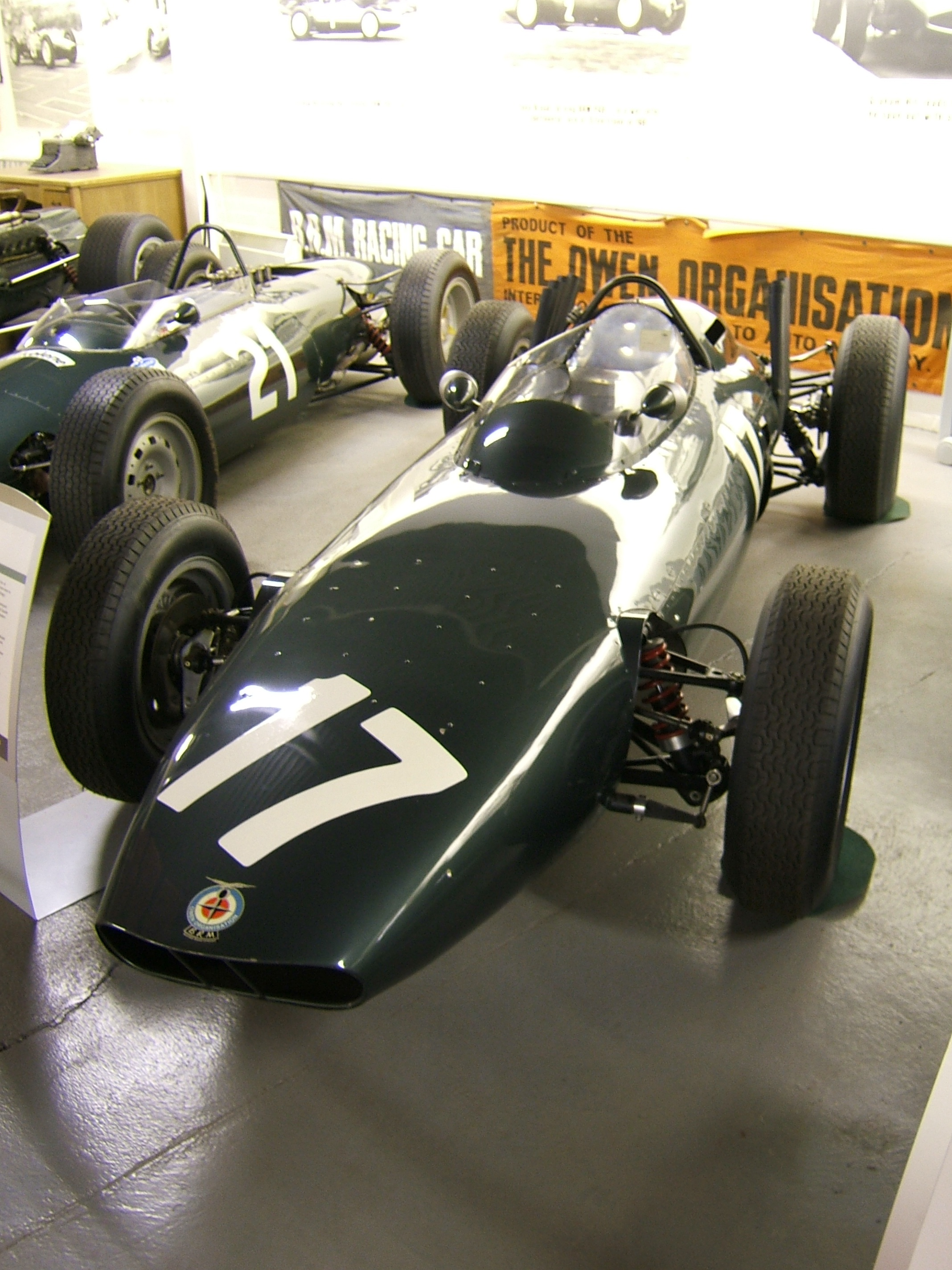
BRM P57

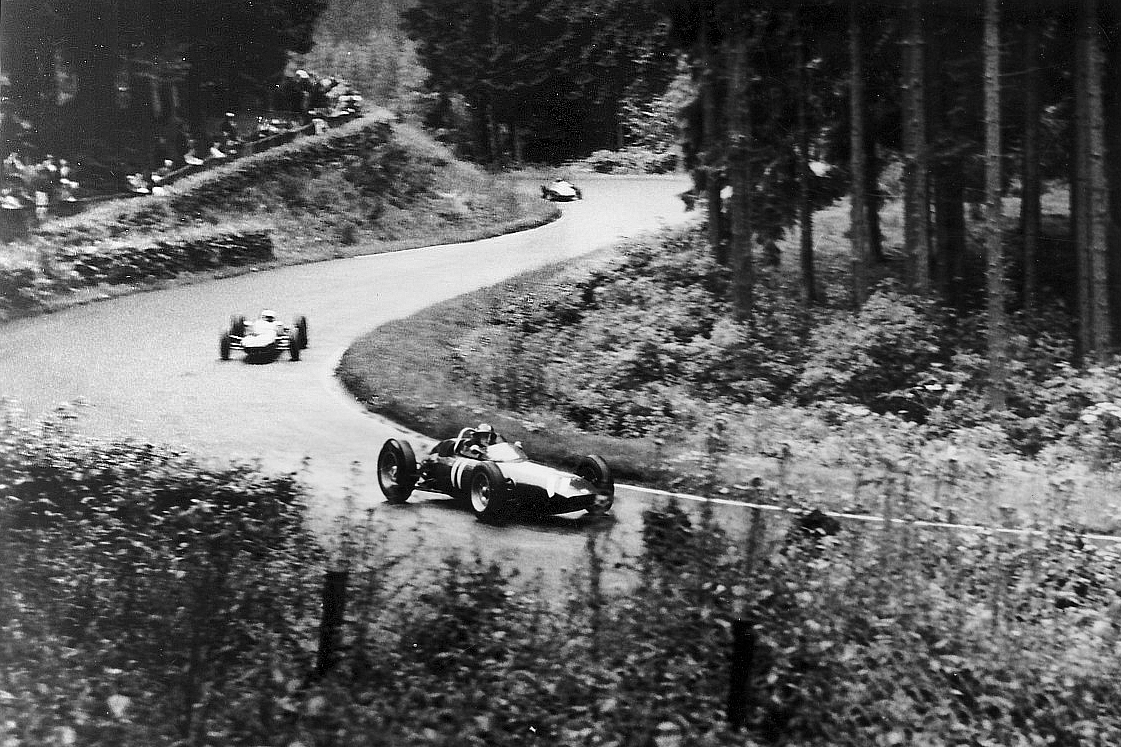
Graham Hill im BRM beim Großen Preis von Deutschland 1962 auf dem Nürburgring im Streckenabschnitt Hatzenbach; hinter ihm John Surtees (Lola) und Dan Gurney (Porsche)

Der BRM P57, auch als B.R.M. P57 bezeichnet, war ein Formel-1-Rennwagen, gebaut und eingesetzt 1962 und 1963 vom britischen Formel-1-Team British Racing Motors. Mit dem P57 gewann B.R.M. 1962 die Weltmeisterschaft der Konstrukteure und Graham Hill den Fahrertitel.

## Entwicklungsgeschichte und Technik
Der P57 entstand 1962 unter großem Zeitdruck. Teameigner Sir Alfred Owen stellte die Mannschaft vor die Alternative, entweder ein siegfähiges Auto zu bauen oder das Ziel, in der Formel 1 Erfolg zu haben, ein für alle Mal aufzugeben. Der Wagen war sehr erfolgreich und B.R.M. gewann beide Weltmeisterschaften. Er hatte einen Gitterrohrrahmen, vorn und hinten Radaufhängungen an doppelten Querlenkern mit außen liegenden Feder-Dämpfer-Einheiten, Magnesiumräder und Scheibenbremsen von Dunlop. Mit einem Trockengewicht von 990 lb bzw. 487 kg übertraf der P57 das vom Reglement geforderte Mindestgewicht um 37 kg.
Den Motor hatte Peter Berthon bei B.R.M. völlig neu entwickelt. Es war ein V-Achtzylinder mit einem Zylinderbankwinkel von 90°, einem Hubraum von 1498 cm³ (Bohrung 68,6 mm, Hub 50,8 mm)  und zwei obenliegenden Nockenwellen pro Zylinderbank. Als Neuheit galten zu seiner Zeit die auch von Coventry Climax verwendete Transistorzündung und die Kraftstoffeinspritzung statt Vergasern, beides von Lucas Industries. Die Lufttrichter, Ansaugrohre  und die Einspritzdüsen  für jeden Zylinder lagen auf der Innenseite des V bzw. zwischen den Zylinderbänken. Der Motor leistete in der ersten Ausführung 188 bhp (ca. 190 PS oder ca. 140 kW) bei 10.250/min.
Ungewöhnlich erschien die anfängliche Auspuffanlage mit links und rechts vom Motor senkrecht stehenden kurzen Rohren. Wegen der Bruchgefahr wurden sie im Laufe der Saison jedoch durch waagerecht liegende Endrohre ersetzt. Links und rechts vom Fahrersitz waren zwei Tanks aus Gummi mit einem Gesamtfassungsvermögen von 31,5 Gallonen bzw. etwa 140 Liter platziert.
1963 wurde das ursprüngliche Fünfganggetriebe durch ein Sechsganggetriebe ersetzt.

## Renngeschichte
Graham Hill gewann mit dem P57 1962 vier Weltmeisterschaftsläufe. Er siegte beim Großen Preis der Niederlande, gewann in Deutschland, in Italien und beim Saisonfinale in Südafrika.
Der P57 wurde von B.R.M. bis ins Frühjahr 1963 eingesetzt und dann durch den P61 ersetzt. Beim Großen Preis von Monaco 1963 konnte Hill mit dem wendigen Boliden noch den ersten seiner fünf Siege im Fürstentum erringen. In der Folge wurden die P57 an Privatteams verkauft. Maurice Trintignant erwarb ein Fahrzeug und die Scuderia Centro Sud setzte den P57 bis Mitte der 1960er Jahre in der Formel 1 ein.